# Astínom
Astínom (grec antic: Άστύνομος, llatí: Astynomus) fou un escriptor grec, natural de Xipre esmentat per Plini el Vell i per Esteve de Bizanci.